# Liste der Monuments historiques in Chesley
Die Liste der Monuments historiques in Chesley führt die Monuments historiques in der französischen Gemeinde Chesley auf.

## Liste der Objekte
| Bezeichnung | Beschreibung                      | Standort                       | Kennzeichnung | Schutzstatus | Datum | Bild |
| ----------- | --------------------------------- | ------------------------------ | ------------- | ------------ | ----- | ---- |
| Kruzifix    | Kupfer, Ende des 15. Jahrhunderts | in der Kirche St-Didier (Lage) | PM10000591    | Classé       | 1913  |      |